# Lejeunia; Revue de Botanique
Lejeunia; Revue de Botanique (abreviado Lejeunia) es una revista científica con ilustraciones y descripciones botánicas. Ubicada en Lieja, fue editada desde el año 1937 hasta 1959 como Lejeunia; Revue de Botanique, pero en el año 1961 cambió de nombre a Lejeunia; Revue de Botanique. Nouvelle série.